# Mikko Juva

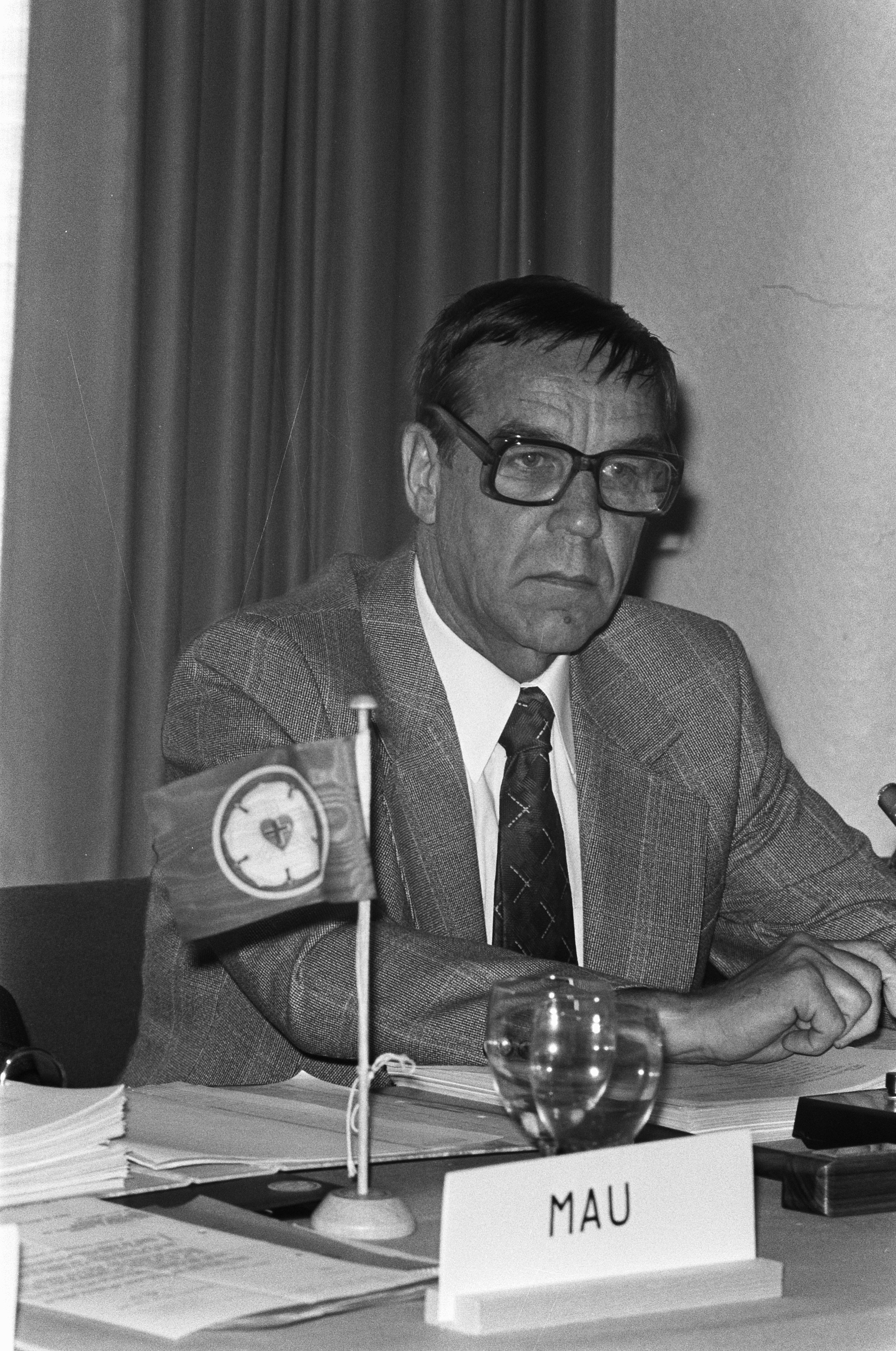
Mikko Juva bei einer Sitzung des Lutherischen Weltbundes, 18. August 1975

Mikko Einar Juva (* 22. November 1918 in Kokkola; † 1. Januar 2004 in Turku) war ein finnischer Historiker, Politiker und lutherischer Theologe, zuletzt Erzbischof seiner Kirche.

## Leben
Als Sohn des Geschichtsprofessors Einar W. Juva (1892–1966) studierte auch Mikko Juva zuerst Geschichte in Turku, wechselte aber (unter dem Eindruck der Mitarbeit im Christlichen Studenten-Weltbund) 1939 zum Studium der Theologie an die Universität Helsinki. Unterbrochen durch den Einsatz als Soldat und ein Studienjahr in Gettysburg in den USA schloss er seine Studien mit einer Dissertation in Geschichte (1950) und in Theologie (1955) ab. Er arbeitete zuerst als Studentenpfarrer, war 1957–1962 als Nachfolger seines Vaters Professor für Nordische Geschichte an der Universität Turku und 1962–1978 Professor für Kirchengeschichte an der Universität Helsinki. Sein bedeutendstes wissenschaftliches Werk ist eine fünfbändige Geschichte des finnischen Volkes (Suomen kansan historia, 1964–67), die er mit seinem Vater verfasste.
Bei der Parlamentswahl in Finnland 1962 wurde Juva als Abgeordneter der Volkspartei Finnlands in das Parlament gewählt. Als die Partei sich 1965 mit dem Liberalen Bund zur Liberalen Volkspartei (Liberaalinen Kansanpuolue) vereinigte, übernahm Juva deren Vorsitz. Bei der Parlamentswahl 1966 konnte er jedoch kein Mandat erringen und gab 1968 den Parteivorsitz und das politische Engagement insgesamt auf. 1971–1973 amtierte er als Rektor seiner Universität, 1973–1978 Kanzler. Ferner hatte er bedeutende Positionen im Lutherischen Weltbund (LWB): 1963–1970 als Vorsitzender der Theologischen Kommission, 1970–1978 als Präsident. Hier setzte er sich besonders für die Öffnung des LWB für die Kirchen aus der südlichen Hemisphäre ein.
1978 wurde Juva zum Erzbischof von Turku und damit zum geistlichen Leiter der Evangelisch-Lutherischen Kirche Finnlands gewählt. Ein besonderes Anliegen war ihm die Öffnung seiner Kirche gegenüber der Gesellschaft. 1982 trat er vorzeitig in den Ruhestand, um sich wieder der Schriftstellerei zu widmen. 1994 veröffentlichte er seine Memoiren (Seurasin nuoruuteni näkyä : muistettavaa vuosilta 1939-82).
Juva war ab 1946 mit der Medizinerin Riitta Eleonora Brofeldt verheiratet, ab 1991 mit der Agrologin Maisu Maija-Liisa Hägglund.

## Ehrungen

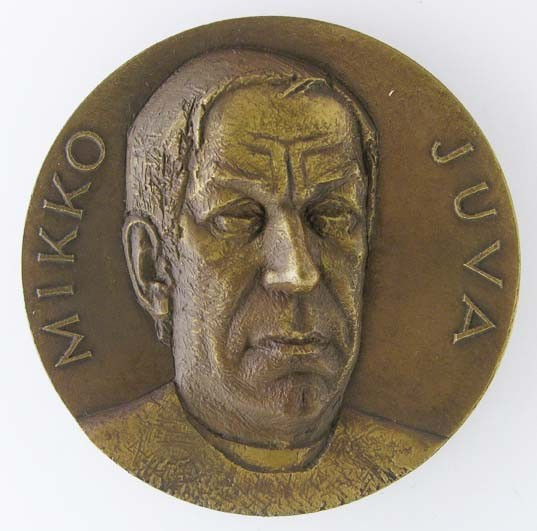
Medaille von Juva, geschaffen 1978 von Terho Sakki

Juva wurde mit dem Großkreuz des Ordens des Löwen von Finnland ausgezeichnet. Die Universitäten Lund, Cluj, Rostock und Turku sowie das St. Olaf College in Northfield (Minnesota) zeichneten ihn mit der Ehrendoktorwürde aus.

## Veröffentlichungen (auf Englisch oder Deutsch)
- Suomen sivistyneistö uskonnollisen vapaamielisyyden murroksessa 1848-1869. (Summary: The Educated Classes of Finland in the Crisis of Religious Liberalism 1848-1869.). Helsinki, Diss., 1950
- Varsinais-Suomen seurakuntaelämä puhdasoppisuuden hallitsemina vuosisations (1600-1808). [Summary: The country parish in Finland Proper during Lutheran orthodoxy (1600-1808)]. Helsinki, Theol. Diss., 1955.
- Martti Rautanen, der Apostel des Ovambolandes. In: Aarne A Koskinen u. a.: Studia missiologica Fennica I. Helsinki 1957.
- Valtiokirkosta kansankirkoksi : suomen kirkon vastaus kahdeksankymmentäluvun haasteeseen (Summary: From the state church into the people's church). Helsinki 1960.
- Die Kirche Finnlands. Pieksämäki : Bibelhaus, 1963.
- A thousand years of Finland. London: G. Allen and Unwin, 1968.
- The Christian concern for world peace. In: The Inaugural event of the Stewart Winfield Herman Endowment for Mission : addresses presented at the Lutheran School of Theology at Chicago, April, 1982. Chicago 1982.